# Todirostrum poliocephalum
Todirostrum poliocephalum là một loài chim trong họ Tyrannidae.